# Dentsu Headquarters Building
Le Dentsu Headquarters Building est un gratte-ciel de 213 mètres construit en 2002 à Tokyo au Japon. Il abrite le quartier général de la société Dentsu.